# Легенда о псах-воинах
«Легенда о псах-воинах» (яп. THE 八犬伝 Хаккэндэн), также The Hakkenden: Shinsho (яп. ＴＨＥ 八犬伝　～新章～) — OVA сериал компании AIC, из двух частей по 6 и 7 серий.
Аниме основано на эпическом романе автора Кёкутэя Бакина «Сатоми и восемь псов» второй половины периода Эдо.
«Легенда о псах-воинах» примечательна уникальным подходом, выражающимся в смешении стилей графики на протяжении сериала, а иногда даже и эпизода. А также обилием символов и аллегорий.

## Сюжет
История начинается в Период Сэнгоку Дзидай, 1457 г в небольшой провинции Ава (Канто). Принцесса Фусэ из клана Сатоми магическим образом даёт рождение восьмерым воинам, которые оказываются разбросанными по разным уголкам региона. Поскольку духовный отец был одержимый демоном пёс, этих воинов стали называть Хаккэнси (八犬士): хати (хак-) (八) — восемь, кэн (犬) — собака, си (士) — воин.
Иероглиф дэн (伝) в названии фильма означает «легенда».
По ходу действия сериала воины узнают друг друга по родимому пятну в форме пиона (эмблема клана Сатоми), а также магическим жемчужинам, содержащим знаки кандзи.
Сюжет можно разделить на три части: пролог, поиск, развязка.
В прологе представляются события, произошедшие до рождения воинов. Пролог составляет основную часть первого эпизода, но также появляется фрагментами на протяжении всего сериала.
Поиск состоит из эпизодов, на протяжени которых воины встречаются и собираются вместе (эпизоды 2-11).
В развязке показана финальная битва воинов под флагом клана Сатоми.

## Персонажи

### Воины
Все фамилии воинов начинаются с 犬(«ину»), что означает «собака», а третье имя содержит иероглиф из жемчужины. Знаки на бусинах (жемчужинах) соответствуют принципам кодекса самурая Бусидо.
- Инудзука Сино Моритака (犬塚 信乃 戍孝). Знак «ко» (孝): почитание родителей.
- Инукава Сосукэ Ёсито (犬川 荘助 義任). Знак «ги» (義): долг, ответственность.
- Инуяма Досэцу Тадатомо (犬山 道節 忠與). Знак «тю» (忠): верность.
- Инукаи Гэмпати Нобумити (犬飼 現八 信道). Знак «син» (信): честность, искренность.
- Инута Кобунго Ясуёри (犬田 小文吾 悌順. Знак «тэй» (悌): забота о ближнем.
- Инуэ Симбэй Масахи (犬江 親兵衛 仁). Знак «дзин» (仁): человеколюбие.
- Инудзака Кэно Танэтомо (犬阪 毛野 胤智). Знак «ти» (知): мудрость.
- Инумура Дайкаку Масанори (犬村 大角 礼儀). Знак «рэй» (礼): уважение.

### Другие персонажи
Курсивом обозначены персонажи, не участвовавшие в действии, но упоминавшиеся в рассказах.
Кагэцурапредводитель клана Андзай
Хатиропредводитель клана Сатоми до начала войны
Фусэ
принцесса клана Сатоми, сестра Ёсинари
возлюбленная Дайсукэ
магическая мать воинов
Яцуфуса
пёс Фусэ и впоследствии — её муж.
магический отец воинов.
Ёсинари
воин Сатоми, брат Фусэ
бросил Дайсукэ умирать
был назначен правителем замка Татэяма
Дайсукэ
сын Хатиро
возлюбленный принцессы Фусэ
Самодзиро Абоси
основное воплощение зла
охотится на воинов и тоже хочет меч Мурасамэ
возможно, тот самый злой дух, которым был одержим Кагэцура, побеждённый псом Яцуфуса и теперь жаждущего отмщения.
Бансаку Инудзукаронин в Оцуке
муж Тацуки
отец Сино
Тацука
жена Бансаку Инудзука
мать Сино
Сёсаку Инудзукаотец Бансаку Инудзуки, первый хранитель меча
дядя Сино/брат Бансаку
хотел даровать Мурасамэ дзиндаю
Ёсиропёс Сино
Хикироку
староста Оцуки
отец Ханадзи (впоследствии выясняется, что ненастоящий)
Камэдзасажена Хикироку
мать Ханадзи (впоследствии выясняется, что ненастоящая)
Ханадзидочь Хикироку и Камэдзаса
сеста Сино (сводная)
ГидзуИнукава Сосукэ Ёсито
приёмный ребёнок Хикироку и Камэдзаса
слуга Ханадзи
Кири Итимондзимеч Сосукэ Инукава, реликвия Оцуки
Мотиудзи Асикагэ
некогда лорд Канто
Сюро и Ясуо Асикагэ
старшие сыновья Мотиудзи
Нариудзи Асикагэ
младший сын Мотиудзи Асикагэ (по убеждению Инудзуки — законный правитель Канто и владелец Мурасамэ)
Мурасамэмеч, принадлежавший Мотиудзи Асикаге
Норицанэ Уэсугибывший слуга Мотиудзи, предал Удзитомо Юки
Удзитомо Юкивоевал за Асикаги после смерти Мотиудзи
Садамаса Уэсуги
предал Мотиудзи Асикагэ, захватил Камакура/Канто
охотится за Мурасамэ
Хигамидзиндай, тоже хочет меч
Норито Эйдзи Инукаваотец Сосукэ
Масатомо Асикагавидимо, лорд Идзу
Дзюро Амасакикузен матери Сосукэ, служил клану Сатоми
Кэнрюпсевдоним Инуяма Досэцу Тадатомо
отшельник в горах Марацука
брат Ханадзи
Сукэтомо Синрокуро Отапосланец из клана Нэрима, пришедший за Досэцу
Досаку Инукава
подданный клана Нэрима
отец Досёцу
настоящий отец Ханадзи
убит кем-то из Уэсуги, за что теперь мстит Досэцу

## География
- Ава — историческая провинция Японии, соответствующая южной части современной префектуры Тиба. Именно в ней происходит действие сериала.
- Идзу — историческая провинция Японии в регионе Канто на востоке острова Хонсю. Родина Сосукэ Инукавы.
- Камакура — город в Канто, бывшая столица сёгуната в XII—XIV веках. В эпоху Мэйдзи пережил возрождение, став привлекать художников и писателей.
- Канто — регион острова Хонсю. Объединяет 7 префектур: Гумма, Тотиги, Ибараки, Канагава, Сайтама, Тиба и Токио.
- Кога — город в префектуре Ибараки. В сериале столица, куда отправился Сино.
- Маруцука — горы, где скрывается Досэцу.
- Муромати — улица в Киото, куда в XIV веке была перенесена резиденция сёгунов из города Камакура.
- Мусаси — историческая провинция Японии в регионе Канто на востоке острова Хонсю. Соответствует современной столице Токио, большей части префектуры Сайтама, а также северо-восточной части префектуры Канагава.
- Оцука — храм и деревня в Мусаси, родина Сино, Сосукэ и Ханадзи.
- Такито — замок, в котором укрывались воины клана Сатоми во время войн.
- Татэяма — замок Андзай. Город в Японии, находящийся в префектуре Тиба.
- Томи — священные горы в провинции Ава.
- Симоса — историческая провинция Японии в регионе Канто на востоке острова Хонсю. Соответствует северной части префектуры Тиба, юго-западной части префектуры Ибараки, восточной части префектуры Сайтама и восточным районам столицы Токио.
- Ходзё — город в Идзу.